# Scottish Chamber Orchestra

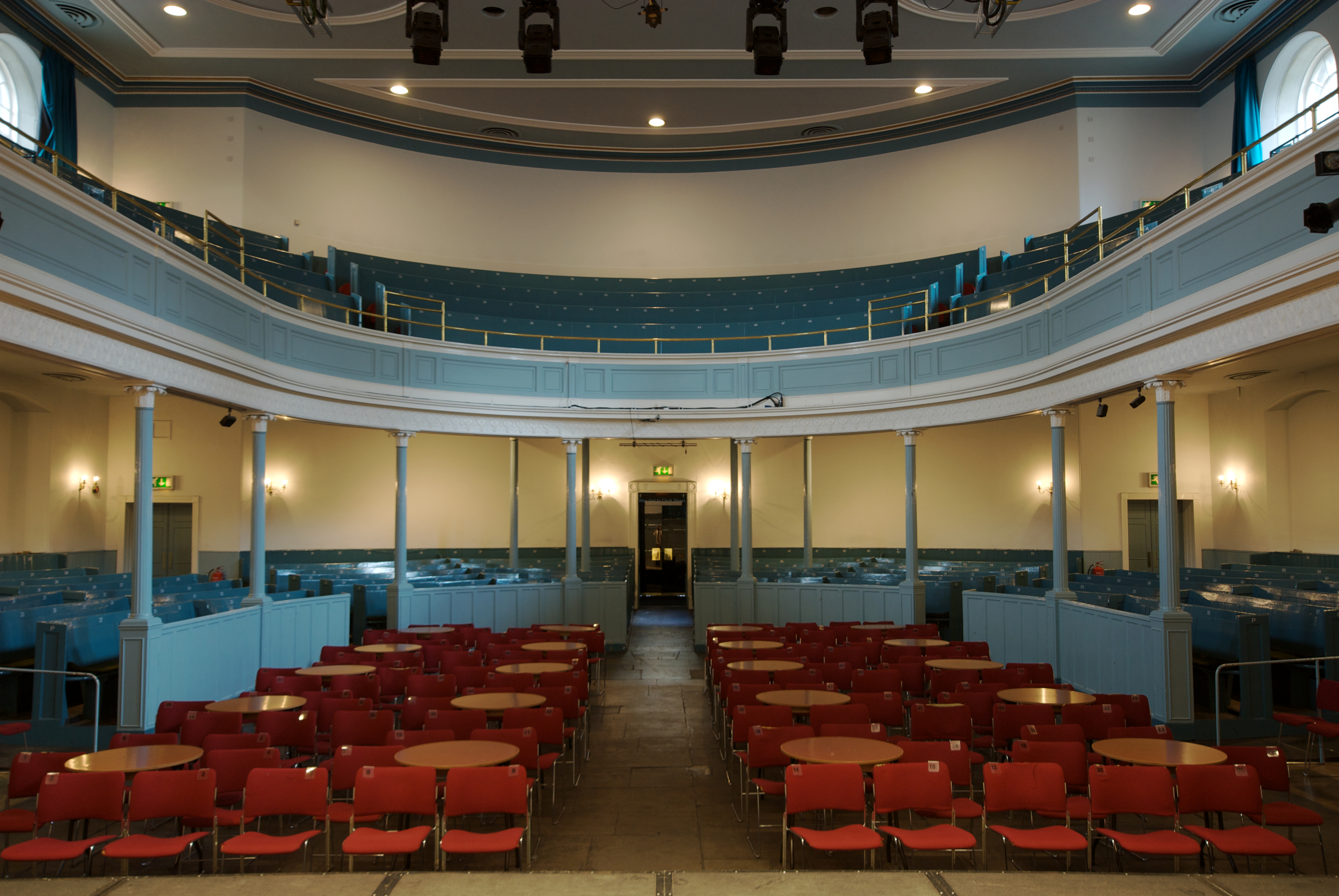
Queen's Hall, Édimbourg.

Le Scottish Chamber Orchestra (orchestre de chambre écossais) est une formation musicale britannique. Basé à Édimbourg (Écosse), l’orchestre est, avec l’orchestre national royal d'Écosse sis à Glasgow, l’une des deux formations orchestrales financées par le gouvernement régional d’Écosse.
Le Scottish Chamber Orchestra (SCO) donne des concerts dans toute l’Écosse, avec une saison de septembre à mai à Edimbourg, Glasgow, St Andrews, Dumfries, Perth et Aberdeen ainsi que des tournées annuelles dans les Highlands, dans les îles ainsi que dans la basse Écosse. Le SCO se produit régulièrement lors des festivals d’Édimbourg, de l’East Neuk, de Saint-Magnus (à Orkney) et d’Aldeburgh, ainsi qu'aux Proms, en Angleterre. L’orchestre effectue la plupart de ses répétitions au Queen's Hall d’Édimbourg, une ancienne chapelle de 1823 convertie en salle de concert de 900 places en 1979. Le Dunard Centre (en), nouvelle salle de concert à Édimbourg, deviendra à son ouverture la nouvelle maison de l’orchestre.

## Historique
L’orchestre est fondé en 1974, Roderick Brydon en étant le premier chef d'orchestre ; il le restera jusqu’en 1983. Lui succéderont, entre autres, Jukka-Pekka Saraste (1987-1991) et Ivor Bolton (1994-1996). Le violoniste et chef d'orchestre américain Joseph Swensen se trouve à la tête de la formation écossaise de 1996 à 2005, conservant ensuite le titre de chef d’orchestre émérite du Scottish Chamber Orchestra. Sir Charles Mackerras lui succède jusqu’à son décès en 2010. En parallèle, le chef estonien Olari Elts dirige l’orchestre au titre de chef d’orchestre invité du SCO d’octobre 2007 à septembre 2010. Robin Ticciati a ensuite tenu les rênes jusqu'en 2018 avant que Maxim Emelyanychev (en) soit nommé à ce poste en septembre 2019. Emmanuel Krivine est chef d'orchestre associé depuis 2015.
L'orchestre possède également un chœur (SCO Chorus), dirigé depuis 2009 par Gregory Batsleer (en).

## Directeurs musicaux
- Roderick Brydon (1974-1983)
- Jukka-Pekka Saraste (1987-1991)
- Ivor Bolton (1994-1996)
- Joseph Swensen (1996-2005)
- Charles Mackerras (2005-2010)
- Robin Ticciati (2010-2018)
- Maxim Emelyanychev (depuis 2019)[2]